# 東莞話
東莞話，是粵語莞寶片的一种方言，亦是莞寶片的代表方言，以莞城話為其代表口音。主要流行於廣東省東莞市，母語人口約二百萬。香港原居民所使用的圍頭話，屬於粵語莞寶片，也接近於東莞話。
其語音特點為，廣州話ei韵母，東莞話大多唸成ai。例如你字，廣州話讀音nei5， 東莞話讀成lai5。廣州話ai韵母，東莞話大多讀成oi。例如鷄，廣州話讀音為gai1，東莞話讀音為goi1。